# Лероска, Калимноска и Астипалейска епархия
Лероската, Калимноска и Астипалейска епархия (на гръцки: Ιερά Μητρόπολη Λέρου, Καλύμνου και Αστυπάλαιας) e епархия на Вселенската патриаршия, разположена на егейските гръцки острови Лерос, Калимнос и Астипалея. Диоцезът съществува от VI век. Титлата Митрополит на Лерос, Калимнос и Астипалея (Μητροπολίτης Λέρου, Καλύμνου κα στυπάλαιας) се носи от Паисий.

## История
Лерос става епископия на Родоската митрополия преди 553 година, а Астипалея в X век. Островите са завладени от Латинската империя в 1204 година. В 1314 година Родоските рицари завладяват Калимнос и Лерос. В 1523 двата острова са завладени от османците, които в 1537 г. овладяват и Астипалея. В 1912 година островите стават италиански, а от 1948 година – гръцки. По време на католическата власт на островите православните епархии са закрити.
По време на османската власт Лернийската епископия е възстановена. Астипалея е откъсната от нея и става патриаршески екзархат в 1580 – 1584, 1585 – април 1610, 1621 – 1646. През август 1646 година става част от новата Сифноска архиепископия, а през април 1838 година е върнат към Лернийската епископия. Калимнос също е отделен от Лернийската епископия като патриаршески екзархат в 1598/1601 – април 1610. През ноември 1888 година Лернийската епископия е превърната в Лероска и Калимноска митрополия. В 1937 година остров Калимнос по искане на италианските власти е присъединен към Коската митрополия, но в 1947 година е върнат към Лероската.
Митрополията граничи с Патмоската екзархия на север - островите Патмос и Липси, с Илиуполската в Мала Азия на изток, с Коската на юг и с Тирската на северозапад - остров Аморгос. Други острови в метрополията са Псеримос и Телендос. Катедрата е в Агия Марина на Лерос.

## Предстоятели
Лернийски епископи (Λέρνης, до ноември 1888)
| Име         | Име       | Управление                                 | Забележка                           | Години     |
| ----------- | --------- | ------------------------------------------ | ----------------------------------- | ---------- |
| Калист      | Κάλλιστος | ? – 1 януари 1584 †                        |                                     | ? – 1584   |
| Симеон I    | Συμεών    | ? – 24 декември 1603 †                     |                                     | ? – 1603   |
| Филотей     | Φιλόθεος  | ? – 8 май 1635 †                           |                                     | ? – 1635   |
| Пахомий     | Παχώμιος  | 1637 - ?                                   | от родоски м., приел католицизма    |            |
| Симеон II   | Συμεών    |                                            | подал оставка                       |            |
| Игнатий I   | Ιγνάτιος  | май 1756 – 1800 † (или 16 февруари 1801 †) |                                     | ? – 1800   |
| Игнатий II  | Ιγνάτιος  | 1800 – 1818 (или 5 февруари 1809 †)        |                                     |            |
| Йеремия     | Ιερεμίας  | 1818 – юли 1844 †                          |                                     | ? – 1844   |
| Дионисий    | Διονύσιος | юли 1844 – 22 май 1863 †                   |                                     | ? – 1863   |
| Игнатий III | Ιγνάτιος  | 22 май 1863 – 1870 †                       |                                     | ? – 1870   |
| Макарий     | Μακάριος  | 2 април 1870 – 7 март 1875                 | уволнен, по-късно елевтеруполски м. | ? – ≥ 1888 |
| Даниил      | Δανιήλ    | 7 март 1875 - 3 юли 1888 †                 | от велички т.е.                     | ? – 1888   |

Лероски и Калимноски митрополити (Λέρου και Καλύμνου, 1888 – 1937),
Лероски и Астипалейски (Λέρου και Αστυπάλαιας, 1937 – 1947),
Лероски, Калимноски и Астипалейски (Λέρου, Καλύμνου και Αστυπάλαιας, след 1947)
| Име          | Име       | Управление                      | Забележка                                                      | Години      |
| ------------ | --------- | ------------------------------- | -------------------------------------------------------------- | ----------- |
| Хрисант      | Χρύσανθος | 20 октомври 1888 – 21 юли 1894  | от неврокопски м., уволнен, по-късно корчански м.              | ? – ≥ 1895  |
| Антим        | Άνθιμος   | 21 юли 1894 - 20 януари 1895    | от корчански м., във вселенски п.                              | 1927 – 1913 |
| Софроний III | Σωφρόνιος | 23 февруари 1895 - 29 май 1897  | по-рано солунски м., в никейски м.                             | ? – 1910    |
| Йоан II      | Ιωάννης   | 29 май 1897 – 8 август 1903     | по-рано дискатски м., в касандрийски м.                        | ? – 1915    |
| Герман       | Γερμανός  | 8 август 1903 - 9 юни 1918 †    | от еноски м.                                                   | 1845 – 1918 |
| Апостол      | Απόστολος | 6 септември 1918 - юни 1946     | от олимпийски т.е. (1 май 1912), подал оставка, ноември 1947 † | ? – 1947    |
| Исидор       | Ισίδωρος  | 2 декември 1950 – 19 май 1983 † |                                                                | ? – 1983    |
| Нектарий     | Νεκτάριος | 24 май 1983 - 16 май 2005       | от карпатоски м., подал оставка, по-късно ганоски м.           | 1932 – 2009 |
| Паисий       | Παίσιος   | 21 май 2005 –                   |                                                                | 1944 –      |